# Естен (Аверон)
Естен (фр. Estaing) насеље је и општина у јужној Француској у региону Миди Пирене, у департману Аверон која припада префектури Родез.
По подацима из 2011. године у општини је живело 596 становника, а густина насељености је износила 35,14 становника/km². Општина се простире на површини од 16,96 km². Налази се на средњој надморској висини од 300 метара (максималној 760 m, а минималној 301 m).

## Демографија
| 1962. | 1968. | 1975. | 1982. | 1990. | 1999. | 2011. |
| ----- | ----- | ----- | ----- | ----- | ----- | ----- |
| 627   | 718   | 667   | 666   | 665   | 612   | 596   |

График промене броја становника у току последњих година